# Jevhen Aranovsky
Jevhen Anatolijovitsj Aranovsky (Oekraïens: Євген Анатолійович Арановський) (Kiev, 13 oktober 1976) is een Oekraïens voormalig voetbalscheidsrechter. Hij was in dienst van FIFA en UEFA tussen 2012 en 2023. Ook leidde hij tot 2023 wedstrijden in de Premjer Liha.
Op 7 juli 2011 leidde Aranovsky zijn eerste wedstrijd in Europees verband. Het duel tussen Olimpija Ljubljana en Široki Brijeg in de voorronde van de UEFA Europa League eindigde in 3–0 en de Oekraïense leidsman trok liefst negenmaal een gele kaart en tevens één keer rood. Zijn eerste interland floot hij op 12 oktober 2012, toen Finland met 1–1 gelijkspeelde tegen Georgië.

## Interlands
| Datum            | Plaats               | Wedstrijd                      | Uitslag | Competitie             | Kreeg geel | Kreeg voor de tweede keer geel en dus rood | Weggestuurd |
| ---------------- | -------------------- | ------------------------------ | ------- | ---------------------- | ---------- | ------------------------------------------ | ----------- |
| 12 oktober 2012  | Helsinki, Finland    | Finland – Georgië              | 1 – 1   | WK 2014 kwalificatie   | 2          | 1                                          | 0           |
| 15 oktober 2013  | Riga, Letland        | Letland – Slowakije            | 2 – 2   | WK 2014 kwalificatie   | 4          | 0                                          | 0           |
| 5 maart 2014     | Madrid, Spanje       | Spanje – Italië                | 1 – 0   | Vriendschappelijk      | 1          | 0                                          | 0           |
| 9 september 2014 | Zenica, Bosnië       | Bosnië en Herzegovina – Cyprus | 1 – 2   | EK 2016 kwalificatie   | 3          | 0                                          | 0           |
| 16 november 2014 | Bakoe, Azerbeidzjan  | Azerbeidzjan – Noorwegen       | 0 – 1   | EK 2016 kwalificatie   | 5          | 0                                          | 0           |
| 6 september 2015 | Reykjavik, IJsland   | IJsland – Kazachstan           | 0 – 0   | EK 2016 kwalificatie   | 7          | 1                                          | 0           |
| 4 september 2016 | Ta' Qali, Malta      | Malta – Schotland              | 1 – 5   | WK 2018 kwalificatie   | 2          | 0                                          | 2           |
| 31 augustus 2017 | Boedapest, Hongarije | Hongarije – Letland            | 3 – 1   | WK 2018 kwalificatie   | 7          | 0                                          | 0           |
| 18 november 2018 | Athene, Griekenland  | Griekenland – Estland          | 0 – 1   | Nations League 2018/19 | 5          | 0                                          | 0           |
| 24 maart 2019    | Haifa, Israël        | Israël – Oostenrijk            | 4 – 2   | EK 2020 kwalificatie   | 8          | 0                                          | 0           |
| 9 oktober 2021   | Vilnius, Litouwen    | Litouwen – Bulgarije           | 3 – 1   | WK 2022 kwalificatie   | 7          | 0                                          | 0           |
| 16 juni 2023     | Loulé, Portugal      | Gibraltar – Frankrijk          | 0 – 3   | EK 2024 kwalificatie   | 0          | 0                                          | 0           |